# 氡-222
氡-222（222Rn、Rn-222，史称镭射气或氡）是氡最稳定的同位素，半衰期约3.8天。它在原始放射性核素铀-238的衰变链中是瞬态的，是镭-226的直接衰变产物。氡-222于1899年首次发现，在几年后被确认为一种化学元素。1957年，之前只用作同位素氡-222的名称radon，变成了该元素的名称。由于是气态，且有高放射性，氡-222為1級致癌物，是肺癌的主要原因之一。

## 历史
在1898年通过对放射性矿石的化学分析发现镭之后，居里夫妇在1899年观察到从镭放出的一种新的放射性物质，它在几天内都具有强放射性。同时，欧内斯特·卢瑟福和Robert B. Owens在钍化合物中观察到了类似（不过寿命较短）的放射物。德国物理学家弗里德里希·道恩在1900年代初期广泛研究了这些放射物，并将它们归因于一种新的气态元素氡。他研究了铀衰变链中的衰变产物，其中氡-222被他称之为镭射气（radium emanation）。
在20世纪初期，氡元素有多种不同的名称。化学家威廉·拉姆齐广泛研究了氡元素的化学性质，建议将它命名为niton，而卢瑟福则建议命名为emanation。当时，radon这个名称只用来代表222Rn，而actinon和thoron分别代表219Rn 和220Rn。1957年，国际纯化学和应用化学联合会 (IUPAC)把radon这个名称用来代表氡这个元素，而不是只有222Rn。这是根据有关同位素命名的约定的新规则完成的。这个决定是有争议的，因为它被认为过度归功于道恩对氡-222的识别，而不是卢瑟福对氡-220的识别，而且radon这个名称的历史使用造成了人们对于讨论的是氡元素还是同位素222Rn的混淆。

## 衰变性质

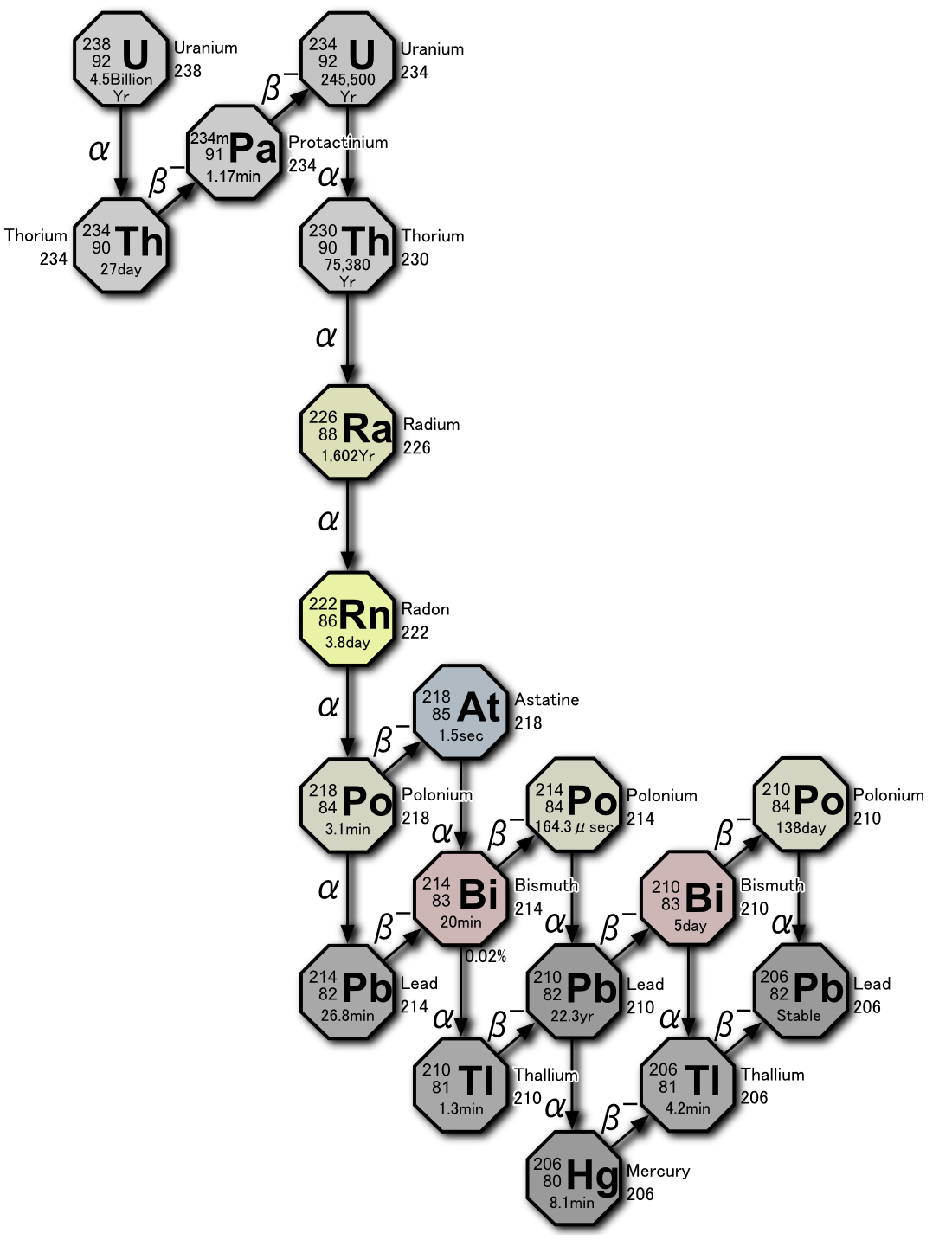
铀衰变链，其中包含氡-222。

氡-222是在铀衰变链中，镭-226（半衰期1600年）的α衰变而成的。氡-222会α衰变成钋-218，半衰期3.82天，是所有氡同位素中半衰期最长的。它的最终衰变产物是稳定的铅-206。
理论上，222Rn可以双β衰变成222Ra。取决于质量测量，222Rn通過单β衰变成222Fr也可能被允许。人们已经搜索了这些衰变模式，这两种衰变的部分半衰期为8年。如果222Rn真的β衰变，预测它的衰变能量非常低（24 ± 21 keV），部分半衰期的数量级在105年，也导致相对于α衰变的概率非常低。

## 存在与危害
所有氡的同位素都是危险的，因为它们有放射性、以气态存在、高度的化学惰性和衰变产物仍為放射性物質。氡-222尤其危险，因为它较长的半衰期允许它从土壤和岩石中渗透。在土壤和岩石中含有的铀-238的衰变時，會产生出痕量的氡-222，進而集中在建筑物和铀矿中。作为对比，其它天然氡同位素的衰变速度太快（半衰期小于1分钟），因此对辐射暴露没有显着贡献。在高浓度下，气态的222Rn可能透過呼吸被吸入身體，並在呼气前就已經衰变，導致它的衰变产物218Po和214Po积聚在肺部，然后放出高能α和γ辐射，损害细胞。长期接触222Rn 及其衰变产物最终会诱发肺癌。或者，氡可能通过受污染的饮用水或通过飲食摄入的镭在體內的衰变而进入人体，使氡的扩散成为镭的最大危险之一。因此，222Rn是一种致癌物：事实上，它是继吸烟之后美国肺癌的第二大诱因，每年有超过20000人死于氡诱发的肺癌。